# Anton Lehár

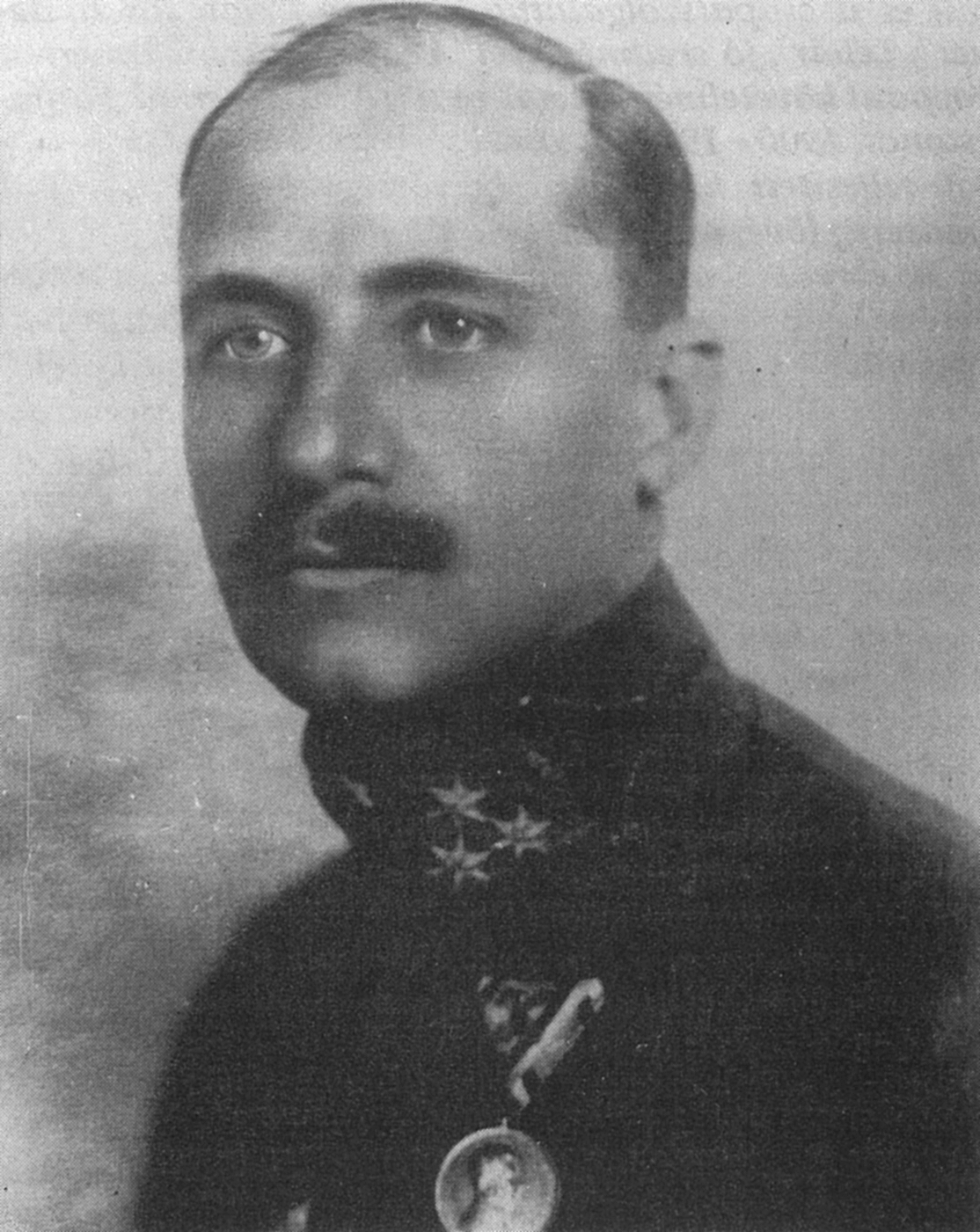
Anton Freiherr von Lehár

Anton Freiherr von Lehár (ungarisch: Antal Lehár; * 21. Februar 1876 in Sopron (Ödenburg); † 12. November 1962 in Wien), auch Baron Anton von Lehár genannt, war ein österreichisch-ungarischer Oberst und 1919 Generalmajor in Admiral Horthys „Weißen Armee“. Sein Bruder war der Komponist Franz Lehár.

## Karrierebeginn
Lehár war der Sohn des Kapellmeisters im Infanterieregiment Nr. 50 der Gemeinsamen Armee Österreich-Ungarns Franz Lehár (1838–1898) und Christine Neubrandt (1849–1906). Er ging in Pozsony (Pressburg), Prag und Wien zur Schule. Er besuchte die Infanteriekadettenschule in Wien, die er 1893 abschloss. Zunächst diente er im Regiment seines Vaters, wo er bis 1894 als Unterleutnant, zwischen 1894 und 1898 als Oberleutnant diente. Zwischen 1897 und 1899 besuchte Lehár die kaiserlich und königliche Kriegsschule in Wien, in der er eine Generalstabsausbildung erhielt. Anschließend hatte er bis zum Beginn des Ersten Weltkriegs verschiedene Ausbilderposten, unter anderem in der k.u.k. Armeeschießschule in Bruck an der Leitha inne. Im November 1913 wurde er nach Ablegung der Generalstabsprüfung für höhere Offiziere zum Major befördert.

## Erster Weltkrieg

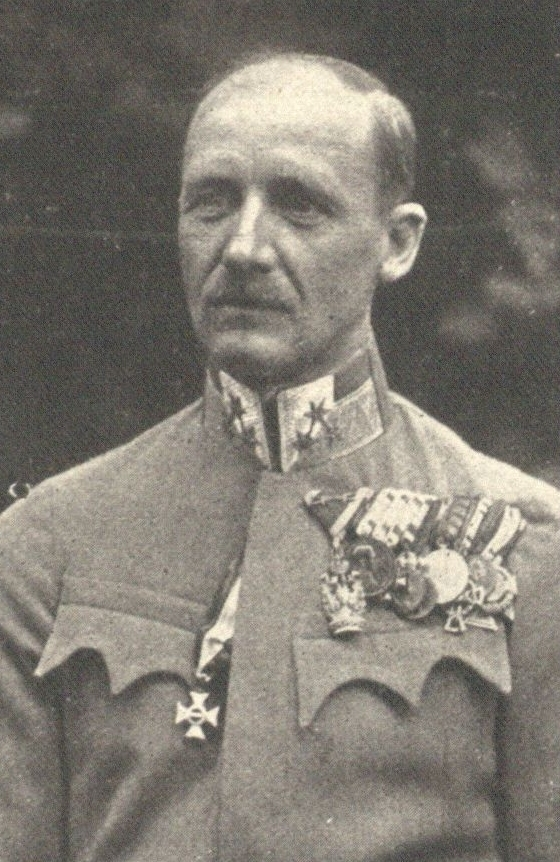
Lehár als Träger des Militär-Maria-Theresien-Ordens

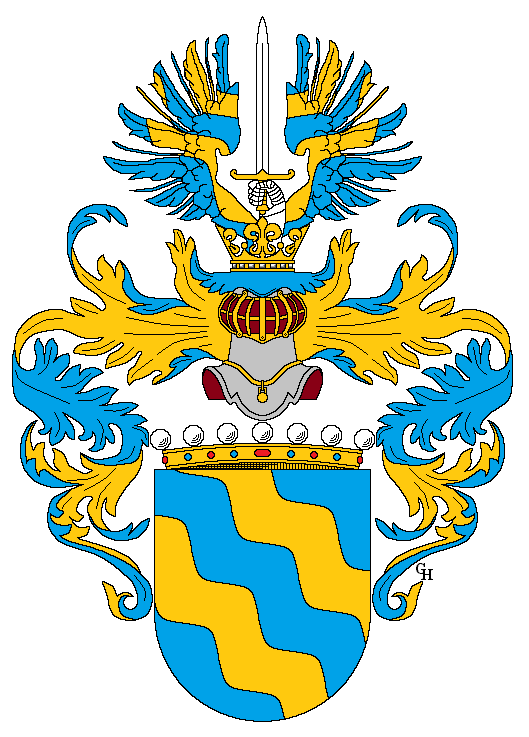
Wappen Lehárs anlässlich seiner Erhebung in den Freiherrenstand 1918.

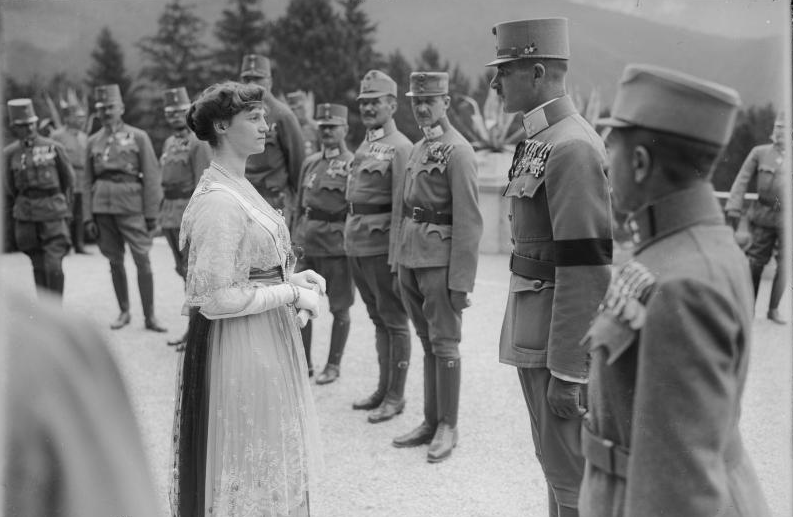
Bei der Verleihung des Maria-Theresien-Ordens 1918 in der Villa Wartholz spricht Kaiserin Zita mit Wilhelm Cavallar von Grabensprung. Im Hintergrund befinden sich Anton von Léhar und Josef von Wächter, im Vordergrund steht Karl Ungár.

Nach dem Ausbruch des Ersten Weltkrieges erhielt Lehár im Dienstgrad eines Majors das Kommando über das 2. Bataillon des königlich ungarischen Infanterieregiments Nr. 13, das er Anfang September 1914 während der Schlacht in Galizien bei dem Ort Chodel (südlich von Ljublin, nordwestlich von Krasnik) gegen Truppen der russischen 4. Armee führte. Sein Bataillon war Bestandteil der Landsturm-Infanteriebrigade 100 unter dem Kommando Georg Mihálcsics von Stolacz und damit der Armeegruppe „Kummer“. Sein Bataillon hielt dabei den besonders hart umkämpften Frontverlauf im Bereich der Anhöhe 229 unmittelbar links der Truppen der k.u.k. 1. Armee unter dem Kommando von General Viktor Dankl. In den Kämpfen um Ljublin wurde er am 7. September 1914 verwundet.
Nach seiner Genesung diente er 1915 im Tiroler Landesverteidigungskommando. Nach seiner Ernennung zum Oberstleutnant im September 1915 wurde Lehár auf eigene Bitte an der italienischen Front im Gebirgskrieg eingesetzt. Dort kommandierte er im Unterabschnitt Etschtal-Rovereto die „Heeresgruppe Lehár“, bestehend aus Tiroler Standschützen und Bosniaken.
Im Juni 1916 wurde er in das k.u.k. Technische Militärkomitee versetzt, wo er die Verantwortung für Infanterie- und Kavalleriebewaffnung übernahm und hier besonders die Bewaffnung der Kompanien mit Maschinengewehren forcierte. Ab dem Herbst 1917 folgten Einsätze an der Ostfront in der Bukowina mit Kommando über das selbständige Landsturmbataillon 150 und im Büro von Feldmarschall Hermann Kövess von Kövesshaza. Im Februar 1918 wurde Lehár zum aus dem k.u.k. Infanterieregiment „Freiherr von Schikofsky“ Nr. 83 hervorgegangenen  Infanterieregiment Nr. 106 versetzt, das er in den Piaveschlachten befehligte. In diesem Regiment blieb er bis zum Kriegsende. Im Mai 1918 wurde er zum Oberst ernannt und erhielt die Goldene Tapferkeitsmedaille für Offiziere.
Im August 1918 wurde Lehár für seine Verdienste in dem Gefecht von Chodel vom Kaiser in der Villa Wartholz das Ritterkreuz des Militär-Maria-Theresien-Ordens verliehen. Aufgrund der Ordensstatuten wurde Lehár außerdem in den erblichen Freiherrenstand erhoben und erhielt (als Ungar) den Titel eines Barons. Bei Kriegsende führte Lehár das Regiment vollständig zurück in die Garnison von Szombathely (Steinamanger) und Kőszeg (Güns) in Ungarn.
Im Polnisch-Ukrainischen Krieg war Oberst Lehár Ende 1918/Anfang 1919 als Kommandant einer westukrainischen Infanteriedivision an den Kämpfen um das von polnischen Bewohnern gehaltene Lwiw (Lemberg) beteiligt.

## Ungarn
Nach seiner Entlassung aus der österreichisch-ungarischen Armee entschied Lehár, in Ungarn zu bleiben und sich für die Wiederherstellung der Monarchie einzusetzen. Nach Ausrufung der bolschewistischen Ungarischen Räterepublik im Frühjahr 1919 schloss er sich deren Gegnern an. Lehár sammelte ein Bataillon ungarischer Emigranten, zur Sicherung der Südsteiermark gegen die Jugoslawen bei Radkersburg. Im August 1919 wurde ihm durch Admiral Miklós Horthy, dem Haupt der ungarischen weißen Bewegung (ab 1. März 1920 Reichsverweser), das Kommando über die königlich-ungarische Infanterie-Division von Szombathély übertragen. Gleichzeitig erhielt er die Ernennung zum Militärkommandanten von Westungarn und die Beförderung zum Generalmajor.
1921 reiste der ehemalige Karl I. (als Karl IV. König von Ungarn) auf Anraten Lehárs, der die Situation für eine Rückkehr des Kaisers für günstig hielt, inkognito per Auto quer durch Österreich nach Budapest und forderte den Reichsverweser Miklós Horthy zum Rücktritt auf, was dieser verweigerte. Am 20. Oktober 1921 flog Karl mit seiner Frau Zita von Bourbon-Parma nach Sopron, wo wenige königstreue Truppen unter der Führung Julius von Ostenburg-Moraweks stationiert waren. Diese erhielten jedoch erst am 21. Oktober per Telegramm Kenntnis von der Rückkehr des Königs. In Budaörs, einem Vorort von Budapest, stießen sie am 23. Oktober auf zur Regierung loyale Truppen. Bei diesem Zusammenstoß kamen 19 Soldaten ums Leben. Da die Gefahr eines Bürgerkriegs bestand, gab Karl gegen die Meinung seiner militärischen Ratgeber auf. Während dieser ins Exil nach Madeira ging, floh Lehár durch die Tschechoslowakei nach Deutschland.

## Leben als Geschäftsmann

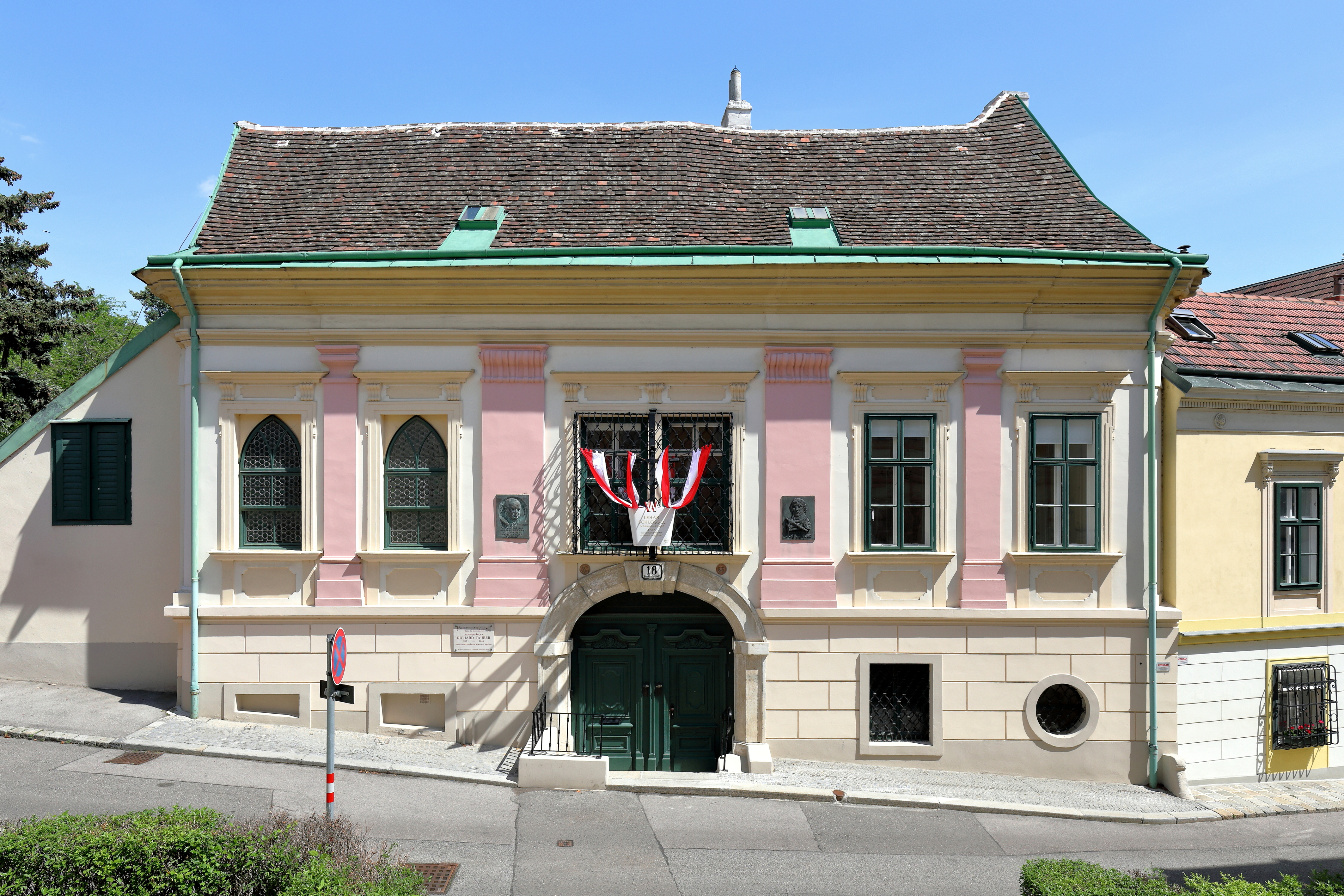
Lehár-Schikaneder-Schlössl in Wien-Nußdorf

Durch die Hilfe seines Bruders Franz Lehár wurde er 1926 Direktor der Gesellschaft der Autoren, Komponisten und Musikverleger in Berlin. Nach der Machtergreifung der Nationalsozialisten kehrte er nach Wien zurück.

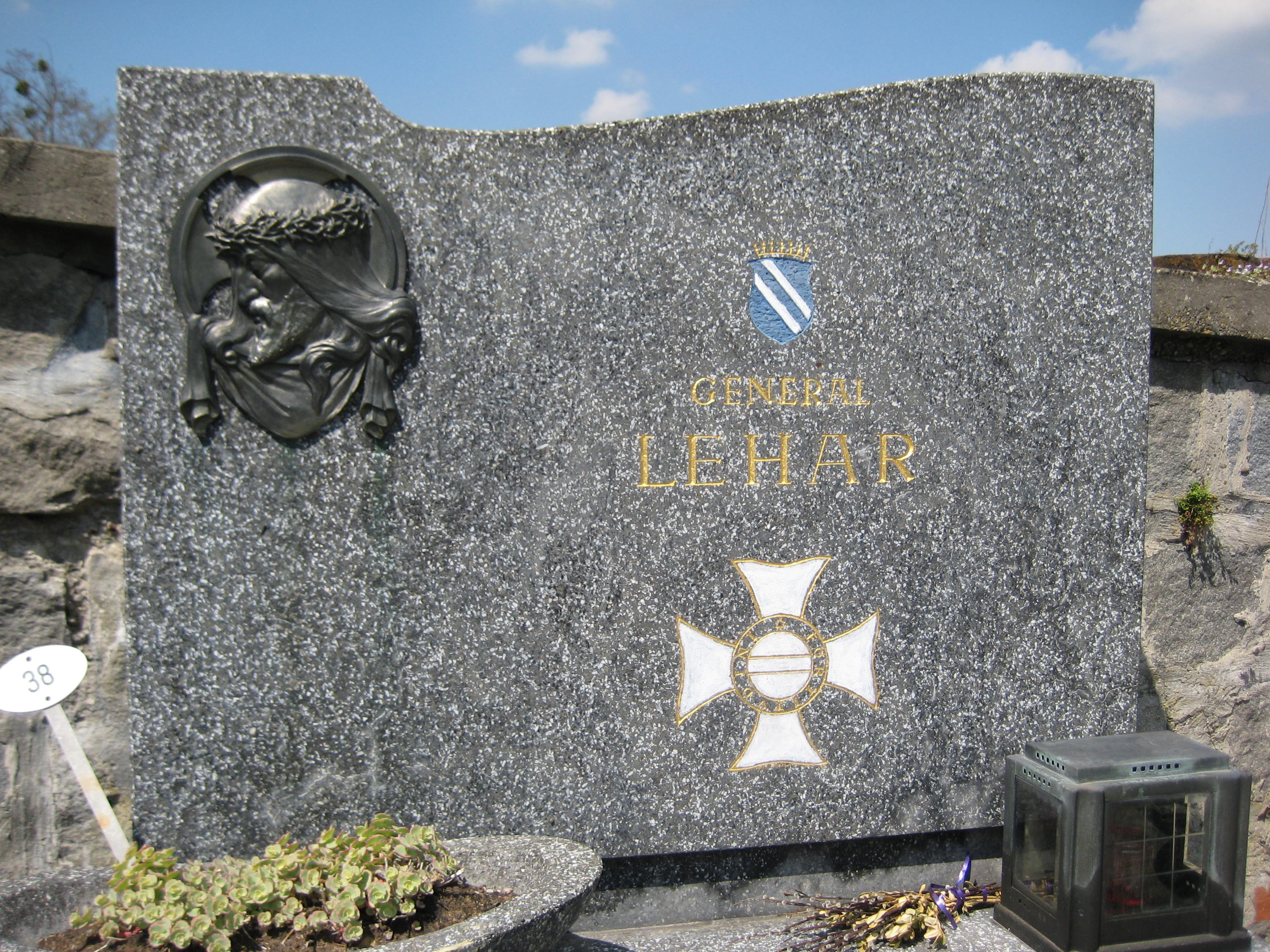
Grab Lehárs auf dem Friedhof Klosterneuburg

Dort gründete er den Chodel-Musikverlag, der aber keine Gewinne abwarf. 1935 erwarb er ein Landgut in Theresienfeld nahe Wiener Neustadt. Nach dem Anschluss Österreichs im März 1938 wurde Lehár von der Geheimen Staatspolizei (Gestapo) nach Wien beordert und stand dort bis zur Befreiung Wiens unter Beobachtung.
Nach dem Tod seines Bruders Franz im Oktober 1948 übernahm Lehár die Verwaltung von dessen Nachlass im Lehár-Schikaneder-Schlössl Wien-Nußdorf und den Schutz der Urheberrechte von dessen Werken. 1973 erschien seine Autobiografie.

## Ehrungen
- April 1909: Militärverdienstkreuz

Jahrgangsabzeichen „Freiherr von Lehar“ der Theresianischen Militärakademie in Wiener Neustadt

- Oktober 1909: Anerkennungsurkunde des k.k. Kriegsministeriums
- August 1911: Offizierskreuz des Ordens Stern von Rumänien
- April 1913: Militär-Verdienstmedaille in Bronze
- April 1913: Osmanischer Osmanié-Orden 4. Klasse
- Oktober 1914: Orden der Eisernen Krone 3. Klasse mit Kriegsdekoration; nach Verwundung bei Lublin am 7. September 1914
- Oktober 1915: Preußisches Eisernes Kreuz 2. Klasse
- Mai 1918: Große Goldene Tapferkeitsmedaille für Offiziere; für das Kommando über das IR 106 an der Piave
- August 1918: Ritterkreuz des Militär-Maria-Theresien-Ordens (und Nobilitierung); für das Halten von Punkt 229 bei Chodel (Polen) am 2. September 1914 als Kommandeur des 2. Baon des Honved-LStIR. 13

## Namensgeber
Zum Gedenken wählte einer der beiden Ausmusterungsjahrgänge 2011 der Theresianischen Militärakademie in Wiener Neustadt den Namen „Jahrgang Freiherr von Lehar“.

## Schriften
- Unsere Mutter. Wiener Bohème-Verlag, Wien/Berlin 1930, DNB 57458532X.
- Regiment 106. Ein Beitrag zur Geschichte des Kaiserlichen und Königlichen Infanterieregiments Nr. 106. Paul Kaltschmid (Selbstverlag), Wien 1932, DNB 574585338.
- Erinnerungen. Gegenrevolution und Restaurationsversuche in Ungarn 1918–1921. Herausgegeben von Peter Broucek. Verlag für Geschichte und Politik, Wien 1973, DNB 740176528.